# Hellyette Bess
Hellyette Bess (19è districte de París, 16 de desembre de 1930) és una llibretera i activista anarquista francesa, membre de la Fédération anarchiste i del setmanari Le Monde libertaire, i anteriorment col·laboradora del grup revolucionari Acció Directa.

## Biografia
Hellyette Bess prové d'una família jueva de tres fills. Els seus pares, nascuts a Algèria, igual que el seu germà i la seva germana, són llibreters. El seu pare era col·laborador del pamflet La Belle France. De petita va ser estudiar al Lycée Victor Duruy. Com a lectora, quedà marcada sobretot pels poemes de Louis Aragon.
El 1939, es va introduir en l'escoltisme en la secció jueva de la Fédération Française des Eclaireuses. Jueu i resistent, el seu pare va ser arrestat el desembre de 1941 i deportat, trajecte del qual ja no tornà. La resta de la família va marxar immediatament de París cap a Grenoble. El pare comunista d'una amiga escolta li va fer conèixer Mikhaïl Bakunin i el pensament anarquista.
Al final de la Segona Guerra Mundial, la família va tornar a París. Es va convertir en una cap dels llobatons i, després com a adulta, durant vint anys va formar part del Moviment independent d'albergs juvenils, un moviment d'inspiració llibertària fundat el 1951 i autònom de la Fédération Unie des Auberges de Jeunesse. Durant aquest període, va conèixer molts anarquistes i llibertaris, com May Piqueray, Aristide Lapeyre, André Prudhommeaux o Charles-Auguste Bontemps.
El 1950 es va unir a la Fédération anarchiste, en el moment de l'escissió cap a la Fédération communiste libertaire, i va crear amb René Darras les Jeunes libertaires. Aquest grup és responsable de l'ús generalitzat de l'A encerclada com a símbol anarquista. Durant aquest període, Bess va establir vincles amb grups anarquistes d'altres països i va participar en accions de solidaritat amb antifranquistes i amb antibel·licistes de la Guerra d'Algèria i la Guerra del Vietnam.
Al mateix temps, posà fi a un embaràs gràcies a Aristide Lapeyre, que li ensenyà a practicar avortaments. Tot i ser delicte segons la llei de 1920, en va practicar durant vint anys, fins a la creació del Mouvement pour la liberté de l'avortement et de la contraception. A Le Monde libertaire escrigué diversos articles sobre l'avortament.
El 1967 va crear, juntament amb les Jeunes libertaires, el Groupe Libertaire d'Action Spontanée (GLAS) que es va convertir en membre de la Fédération anarchiste. Secretària i auxiliar de farmàcia, va deixar la feina el Maig del 68 i es va convertir en responsable de la llibreria Publico de la Fédération anarchiste. El 1971, va deixar l'organització i va participar en l'efímera Coordination anarchiste.
El 1973 fundà, amb el seu company Gilbert Roth, la llibreria anarquista Jargon Libre. Aquest lloc es va ubicar inicialment al número 6 del carrer de la Reine-Blanche de París i es va convertir en un espai de trobada de l'esquerra llibertària i, més tard, dels militants d'Acció Directa.
El 1974 hi va conèixer Jean-Marc Rouillan, amb qui va formar una amistat duradora. A través d'ell, s'acostà als Grups d'Acció Revolucionària Internacionalista i participà en el suport als presos d'aquest col·lectiu, en particular de Floréal Cuadrado, Raymond Delgado i Jean-Marc Rouillan.
L'11 d'agost de 1979, Hellyette Bess va ser arrestada acusada de falsificar xecs i va estar empresonada durant tres mesos. Bess es va significar amb Acció Directa més clarament cap el 1981. Mentre que Jean-Marc Rouillan i Nathalie Ménigon romanien empresonats des del setembre de 1980 i el grup va anunciar el desembre de 1980 la suspensió de les seves accions armades durant les eleccions presidencials franceses, va crear i dirigir el Comitè Unitari per a l'Alliberament dels Presos Polítics (CULPP). Les accions del CULPP, combinades amb les vagues de fam dels presos, van contribuir a l'alliberament de molts militants d'Acció Directa el setembre del 1981.
Entre 1981 i 1984, el grup va reivindicar la responsabilitat de nombrosos atacs dirigits contra botigues de luxe i empreses estatunidenques i israelianes després de la invasió del Líban de 1982, i va cometre diverses expropiacions. Durant aquest període, la funció de Bess dins del grup hauria estat la d'agent d'enllaç i de suport logístic. Llogà habitacions, transportà diners, recopilà o fabricà documents falsos i mantingué contactes amb la premsa, s'oposà a la fusió amb la Fracció de l'Exèrcit Roig però no participà directament en les accions armades. És sobrenomenada la mamma o la vechietta, ja que amb 50 anys era major que la resta del grup.
L'agost de 1982, va ser acusada d'ocultar tres documents falsos d'identitat i, després de tres mesos de presó preventiva, va rebre una multa de 500 francs per la possessió de documents administratius falsos. Detinguda de nou el setembre de 1983 amb 10.000 dòlars, segons ella corresponents a una caixa de resistència per als presos polítics, fou acusada de tinença il·lícita de valors, violació de la taxa de canvi i ocultació.
Alliberada l'octubre de 1983, va ser objecte d'una estreta vigilància per part de la Brigada d'Investigació i Intervenció. Va passar a la clandestinitat a principis de 1984, va ser localitzada a Estrasburg i se la va seguir fins a Lo Pontet, on va ser arrestada amb Régis Schleicher el 15 de març de 1984. Va ser empresonada a la presó de dones de Fleury-Mérogis i acusada de conspiració criminal, falsificació i ús de documents administratius falsos i ocultació de robatori.
A la presó, Hellyette Bess fou sotmesa, com la majoria dels membres d'Acció Directa, a condicions de detenció molt dures, va passar llargs períodes en règim d'aïllament i va patir maltractes. Va participar en totes les revoltes de Fleury-Mérogis el 1984 i, el setembre-octubre va dirigir una vaga de fam amb altres activistes d'Acció Directa. Demanaven el reconeixement de la seva condició de preses polítiques i l'abolició del règim d'aïllament intern. Aquesta vaga es va estendre a diversos establiments penitenciaris. Va escriure el text Fleury brûle-t-elle, que barreja un relat d'aquest període amb consideracions sobre la presó per a dones. Va liderar dues vagues més de fam, pels mateixos motius, el 1985 i el 1987.
El seu judici per associació criminal va començar a principis de 1988, juntament amb el de 19 membres més d'Acció Directa. El fiscal exigí la pena màxima de deu anys, però, a diferència dels altres membres del nucli dur, finalment fou condemnada a 8 anys de presó. El juliol de 1988, aquesta condemna es reduí a 6 anys per apel·lació. Atesa la durada de la presó preventiva i les remissions de la pena, va ser alliberada el gener de 1989 després de cinc anys de presó, amb una prohibició de cinc anys d'estada a les regions de París, Lió i Marsella. Va passar aquest període d'exili a Avinyó.
Jutjats pels assassinats polítics i el tiroteig a l'avinguda Trudaine, Jean-Marc Rouillan, Nathalie Ménigon, Joëlle Aubron, Georges Cipriani i Régis Schleicher foren condemnats a cadena perpètua. En sortir de la presó, Hellyette Bess promogué i organitzà el suport als seus antics companys, juntament amb Alain Pojolat. Amb el propòsit de millorar les condicions de detenció, el comitè de suport va aconseguir fer-se sentir, amb un primer article a Libération el 1998. El 1999, Bess va obtenir un permís de visita per a Jean-Marc Rouillan. Recaptà diners per als presoners i Jacques Tardi i Siné realitzaren cartells per a les campanyes de suport. Va continuar aquesta activitat fins a la mort o l'alliberament dels seus companys, és a dir, durant més de vint anys. Apareix al documental Hôtel des longues peines, dedicat a les dones que visitaven els interns a la presó de Lanamesa.
A la dècada del 1990, Bess va treballar amb els moviments autònoms i va participar en les mobilitzacions de les persones en situació d'atur. El 2003, va ser condemnada a un any de presó per disposar de papers falsos, utilitzats per a recaptar fons per a donar suport als detinguts. El 1994 va tornar a obrir Jargon Libre, la llibreria anarquista creada el 1973 i tancada el 1984 per ordre judicial. Després de diverses ubicacions a la regió de París, actualment es troba al carrer de la Mare, al barri de Belleville. A falta d'una autorització de venda, és un lloc de consulta sovintejat per activistes i estudiants llibertaris.